# Fründenhorn
Fründenhorn är en bergstopp i Schweiz.   Den ligger i distriktet Frutigen-Niedersimmental och kantonen Bern, i den centrala delen av landet, 60 km söder om huvudstaden Bern. Toppen på Fründenhorn är 3 369 meter över havet, eller 234 meter över den omgivande terrängen. Bredden vid basen är 1,2 km.
Terrängen runt Fründenhorn är huvudsakligen mycket bergig. Närmaste större samhälle är Frutigen, 14,9 km nordväst om Fründenhorn. 
Trakten runt Fründenhorn är permanent täckt av is och snö. Runt Fründenhorn är det mycket glesbefolkat, med 6 invånare per kvadratkilometer.